# 日本大学理工学部・大学院理工学研究科

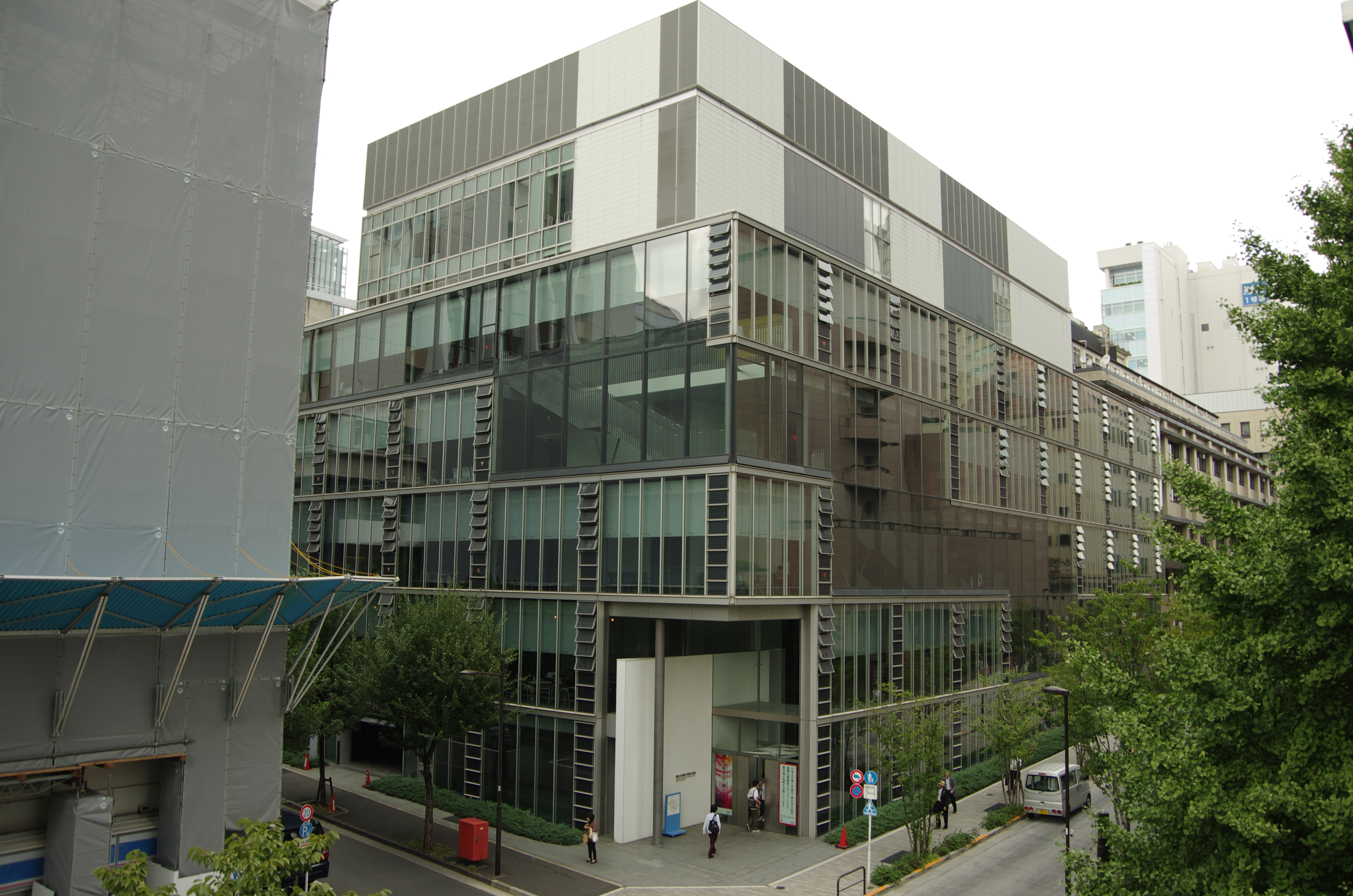
駿河台1号館（2014年）

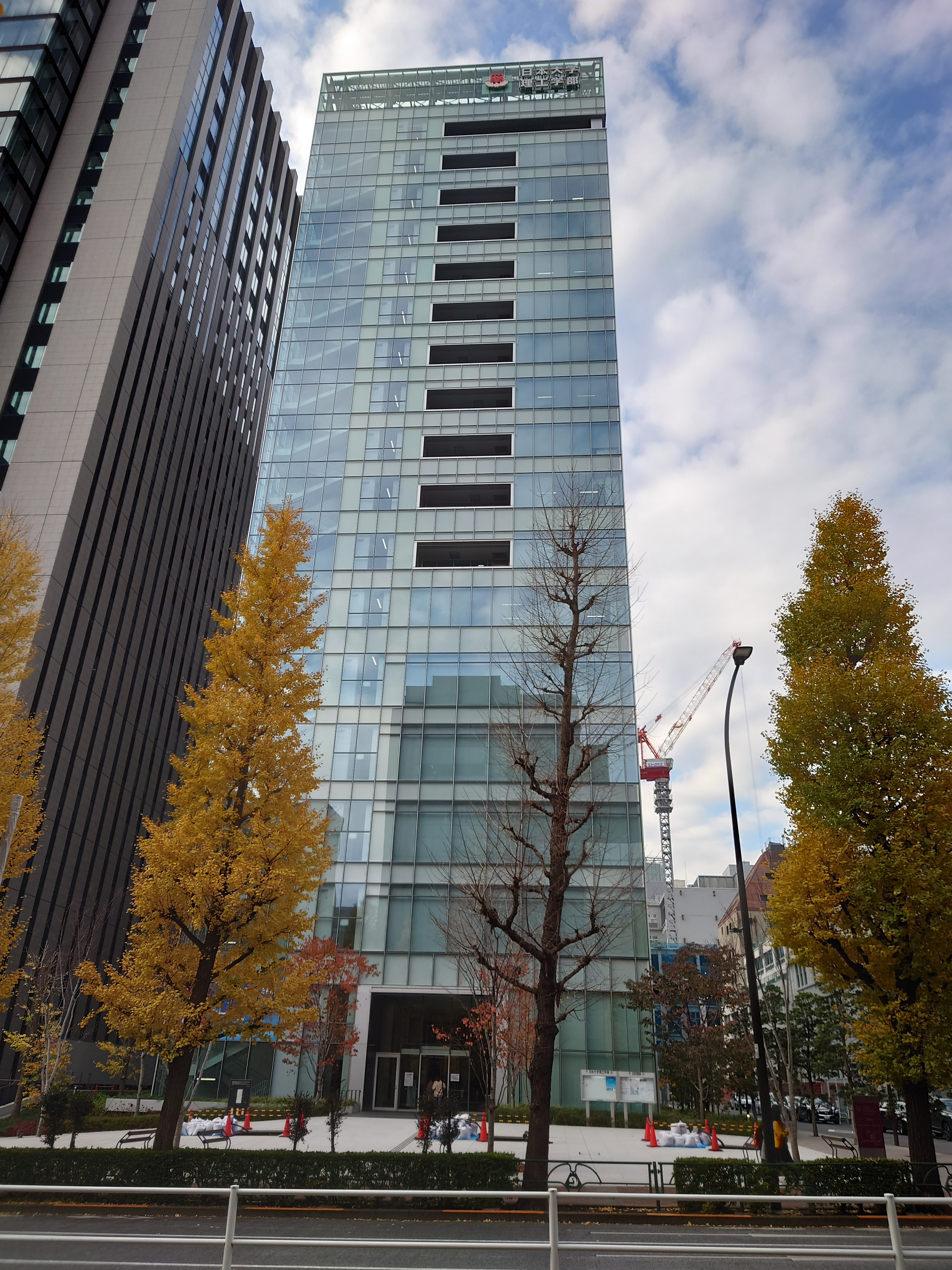
タワー・スコラ（2020年12月）

日本大学理工学部（にほんだいがくりこうがくぶ、College of Science and Technology, Nihon University）は、理工学を教育・研究する日本大学の学部である。また、日本大学大学院理工学研究科（にほんだいがくだいがくいんりこうがくけんきゅうか）は理工学の理論および応用を教育・研究する大学院の研究科である。
略称は、「日大理工」（にちだいりこう）、「日大理工学部」（にちだいりこうがくぶ）、「CST」。

## 概要
1920年（大正9年）に日本大学高等工学校の設立に始まり、1928年（昭和3年）に私立大学のなかで2番目の理工系大学となる日本大学工学部に発展した。1958年（昭和33年）、理工学部に名称変更し、現在までに20万人にのぼる卒業生を送り出している。交通システム工学科はJABEE（日本技術者教育認定機構）認定学科であり、修了者は技術士一次試験が免除される。
理工学研究所および量子科学研究所など、高度な研究環境は国内はもとより世界も注目しており、公的な研究機関や企業との共同・委託研究の場として多数の成果を収めている。
「構造の日大」として実績がある理工学部建築学科は、学校が発足された当初に設置されていた学科である建築科を起源とし、それ以来、長年培われた特徴ある建築教育を行っている。
現在、日大理工学部には14の学科がある。
土木工学科、建築学科、機械工学科、電気工学科、物質応用化学科、物理学科、数学科の大学1年生は船橋キャンパスで授業を受け、大学2年次以降は駿河台キャンパスで授業を受ける。それ以外の学科は全学年を船橋キャンパスで授業を受ける。

## 組織構成

### 学科・コース一覧

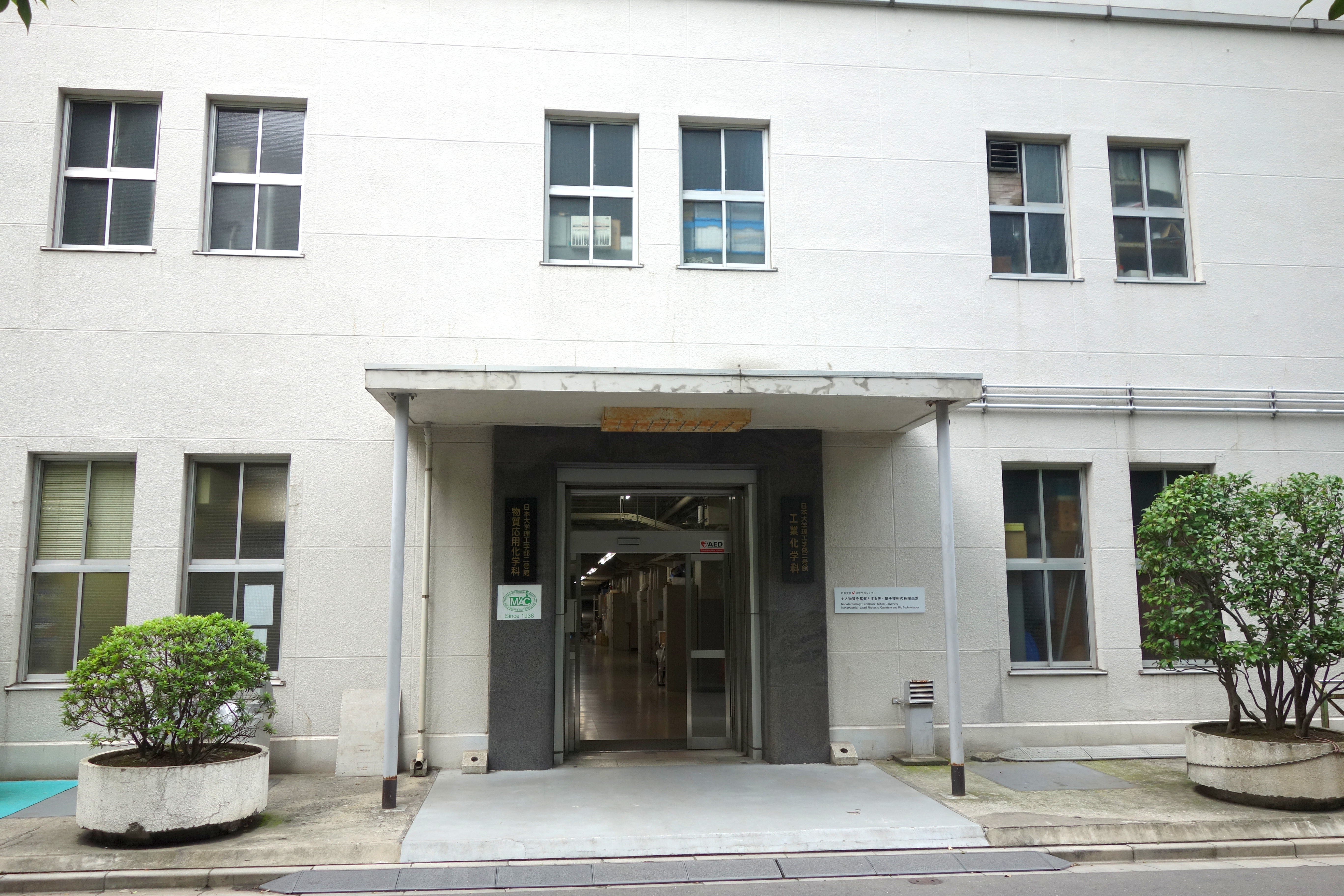
物質応用化学科化学工学研究室（駿河台校舎 2号館）

- 土木工学科
  - テクニカルデザインコース
  - プランニング・マネージメントコース
  - 環境システムコース
- 交通システム工学科
  - エンジニアリングコース
  - マネジメントコース
- 建築学科
  - 建築コース
  - 企画経営コース
- 海洋建築工学科物質応用化学科化学工学研究室（駿河台校舎 2号館）
- まちづくり工学科
- 機械工学科
- 精密機械工学科
- 航空宇宙工学科
- 電気工学科
- 電子工学科
  - 電子工学コース
  - 情報科学コース
- 応用情報工学科
- 物質応用化学科
- 物理学科
- 数学科

### 大学院
- 理工学研究科
  - 土木工学専攻
  - 建築学専攻
  - 社会交通工学専攻
  - 海洋建築工学専攻
  - 機械工学専攻
  - 精密機械工学専攻
  - 航空宇宙工学専攻
  - 電気工学専攻
  - 電子工学専攻
  - 物質応用化学専攻
  - 物理学専攻
  - 数学専攻
  - 地理学専攻
  - 不動産科学専攻
  - 医療・福祉工学専攻
  - 情報科学専攻
  - 量子理工学専攻

## 沿革

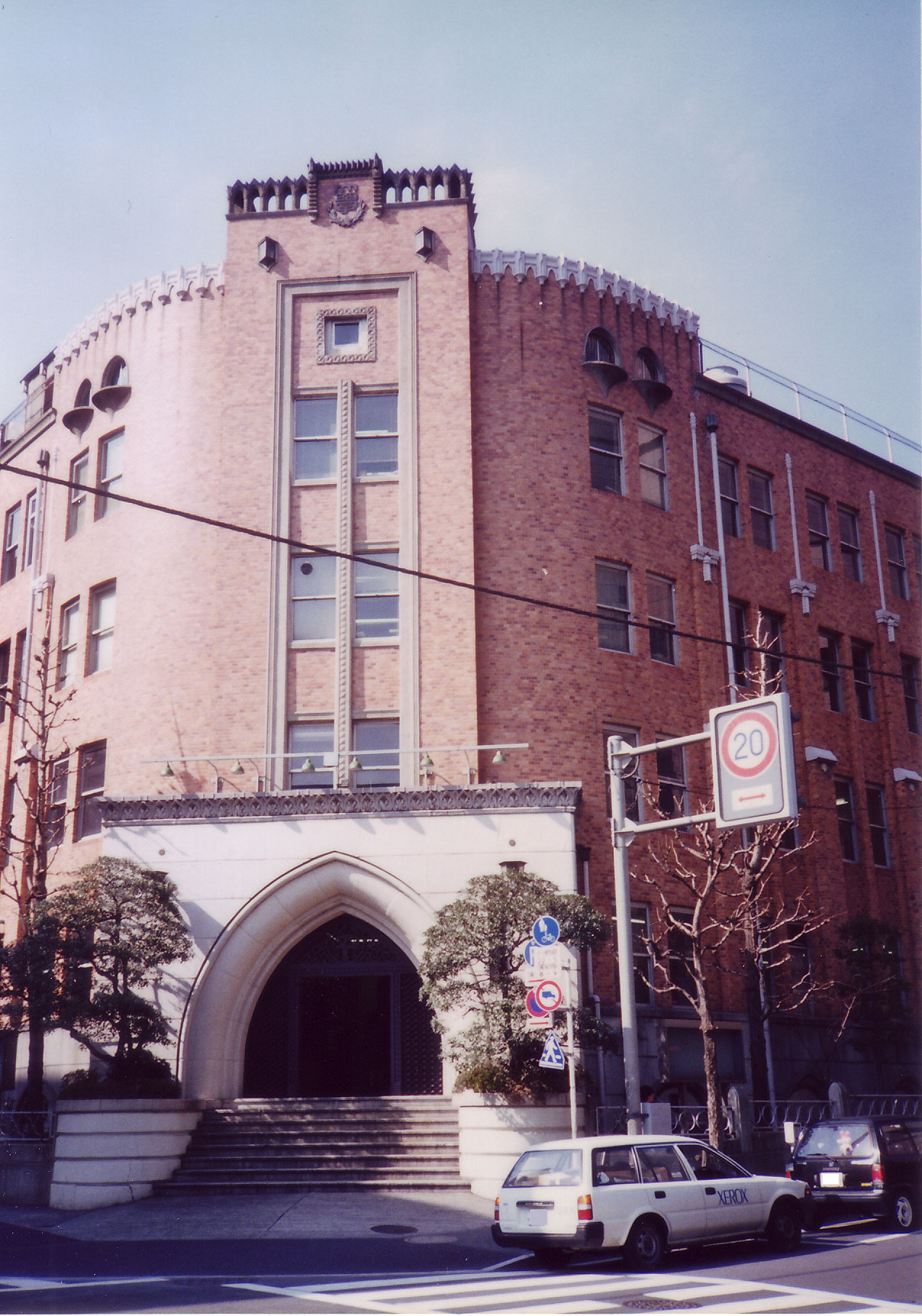
駿河台旧1号館（1929年4月竣工、現存せず）

学部の変遷は、高等工学校→工学部→理工学部と改称している。
- 1920年（大正9年）6月 - 神田区三崎町に日本大学高等工学校を設置（土木科、建築科）[6]。
- 1921年（大正10年）
  - 4月 - 高等工学校に機械科設置。
  - 12月 - 神田区駿河台北甲賀町に新校舎完成（翌年1月移転）[7]。
- 1923年（大正12年）9月 - 関東大震災により駿河台校舎焼失。
- 1924年（大正13年）1月 - 駿河台仮校舎竣工。
- 1928年（昭和3年）
  - 4月 - 日本大学工学部（土木、建築、機械、電気の4科）・同予科を開設。
  - 7月 - 駿河台校舎再建。
- 1929年（昭和4年）3月 - 専門部工科（土木、建築、機械、電気の4科）を設置。
- 1938年（昭和13年）3月 - 工学部、専門部工科、高等工学校に工業化学科設置。
- 1947年（昭和22年）3月 - 専門部工科を福島県高瀬村および守山町へ移転（学制改革で第二工学部に、1966年に工学部へと改称）。習志野校舎での授業を開始。
- 1949年（昭和24年）
  - 2月 - 学制改正により、新制大学に改編設置移行。工学部第一部（昼間部）土木、建築、機械、電気、工業化学を設置。
  - 3月 - 工学部第二部（夜間部）土木、建築、機械、電気、工業化学を設置。
- 1951年（昭和26年）
  - 3月 - 日本大学高等工学校閉校。
  - 4月 - 新学制による大学院工学研究科（建設工学、機械工学、電気工学、応用化学）設置。
- 1952年（昭和27年）2月 - 工学部に薬学科・工業経営学科（薬学部・生産工学部の基礎となる）設置。
- 1953年（昭和28年）3月 - 大学院工学研究科博士課程（建設工学、機械工学、電気工学、有機応用化学）設置。
- 1957年（昭和32年） - 工業経営学科を津田沼校舎で授業開始。
- 1958年（昭和33年）1月 - 日本大学工学部に物理学科を設置し、理工学部と名称変更。
- 1959年（昭和34年）1月 - 理工学部に数学科設置。
- 1961年（昭和36年）
  - 3月 - 工業経営学科を経営工学科と改称
  - 7月 - 理工学部に交通工学科（昭和54年9月に交通土木工学科と改称）・精密機械工学科を設置。
- 1963年（昭和38年）
  - 3月 - 大学院工学研究科修士課程、博士課程に、物理学、数学、地理学専攻を増設して、理工学研究科と名称変更。
  - 4月 - 理工学部に理工学研究所設置。
  - 12月 - 日本大学原子力研究所設置。
- 1965年（昭和40年） - 経営工学科が独立し第一工学部に（1966年に生産工学部と改称）。
- 1973年（昭和48年）3月 - 大学院理工学研究科修士課程・博士課程建設工学専攻を土木工学専攻と建築学専攻に分離。応用化学専攻と有機応用化学専攻を統合して工業化学専攻と改称。
- 1977年（昭和52年）12月 - 理工学部第一部に海洋建築工学科、航空宇宙工学科、電子工学科を設置、翌年4月より習志野校舎で授業開始。
- 1979年（昭和54年）3月 - 大学院理工学研究科博士前期、後期課程に、交通土木工学、海洋建築工学、精密機械工学、航空宇宙工学、電子工学の5専攻を増設。
- 1980年（昭和55年）10月 - 理工学部創設60周年記念式典挙行。
- 1983年（昭和58年）9月 - 理工学部土木工学科、建築学科、機械工学科、電気工学科、工業化学科、数学科の第二部を廃止。
- 1988年（昭和63年）4月 - 薬学科が分離独立し、薬学部に。
- 1990年（平成2年）6月 - 理工学部創設70周年。
- 1992年（平成4年）
  - 3月 - 大学院理工学研究科博士前期課程に、不動産科学、医療・福祉工学、情報科学、量子理工学の4専攻を増設。
  - 7月 - 新潟県六日町に「日本大学八海山セミナーハウス」開設。
- 1993年（平成5年）11月 - 薬学科廃止。
- 1994年（平成6年）3月 - 大学院理工学研究科の不動産科学、医療・福祉工学、情報科学、量子理工学の4専攻に博士後期課程を増設。
- 1996年（平成8年）4月 - 東葉高速線「船橋日大前駅」開設。習志野校舎を船橋校舎と名称変更。
- 1999年（平成11年）4月 - 理工学部工業化学科を物質応用化学科と改称。
- 2000年（平成12年）10月 - 理工学部創設80周年記念式典挙行。
- 2001年（平成13年）4月 - 理工学部の交通土木工学科を「社会交通工学科」に、電子工学科を「電子情報工学科」に改称。大学院理工学研究科博士前期・後期課程とする。交通土木工学専攻を「社会交通工学専攻」に改称。
- 2001年（平成13年）8月 - 日本大学が主婦の友社からお茶の水スクエアの不動産施設を買収。
- 2002年（平成14年）3月 - 日本大学原子力研究所を「日本大学量子科学研究所」と名称変更。
- 2003年（平成15年）3月 - 駿河台新1号館竣工。
- 2003年（平成15年）4月 - 大学院理工学研究科工業化学専攻を物質応用化学専攻と名称変更。
- 2004年（平成16年）3月 - 船橋校舎14号館竣工。
- 2004年（平成16年）4月 - 日本大学理工学部科学技術資料センター（CST MUSEUM）の設立。
- 2010年（平成22年）9月 - 理工学部創設90周年及び短期大学部（船橋校舎）創設60周年記念式典挙行。
- 2013年（平成25年） - 応用情報工学科、まちづくり工学科の新設。電子情報工学科を「電子工学科」に名称変更し電子工学コース、情報科学コースを設置。社会交通工学科を「交通システム工学科」に名称変更。
- 2015年（平成27年）3月 - 日本大学理工学部の駿河台図書館が旧お茶の水スクエアの建物に移転。
- 2017年（平成29年）
  - 4月 - 大学院理工学研究科社会交通工学専攻を交通システム工学専攻と名称変更。
  - 5月 - 大学院理工学研究科医療・福祉工学専攻を廃止。
- 2018年（平成30年）4月 - 大学院理工学研究科不動産科学専攻を募集停止。
- 2018年（平成30年）7月 - 駿河台キャンパスに新校舎タワー・スコラが竣工。
- 2020年（令和2年）6月 - 日本大学理工学部が創設100周年。

## 学部長
- 岡田章（2017年-2020年）
- 青木義男（2020年-2024年）
- 轟朝幸（2024年-）

## 学園祭
毎年、11月に船橋キャンパスで「桜理祭」が開催される。学生たちの企画したイベント、模擬店、トークショー、研究室の見学などがあり、子供から大人まで多くの来場者で賑わう。

## 所在地

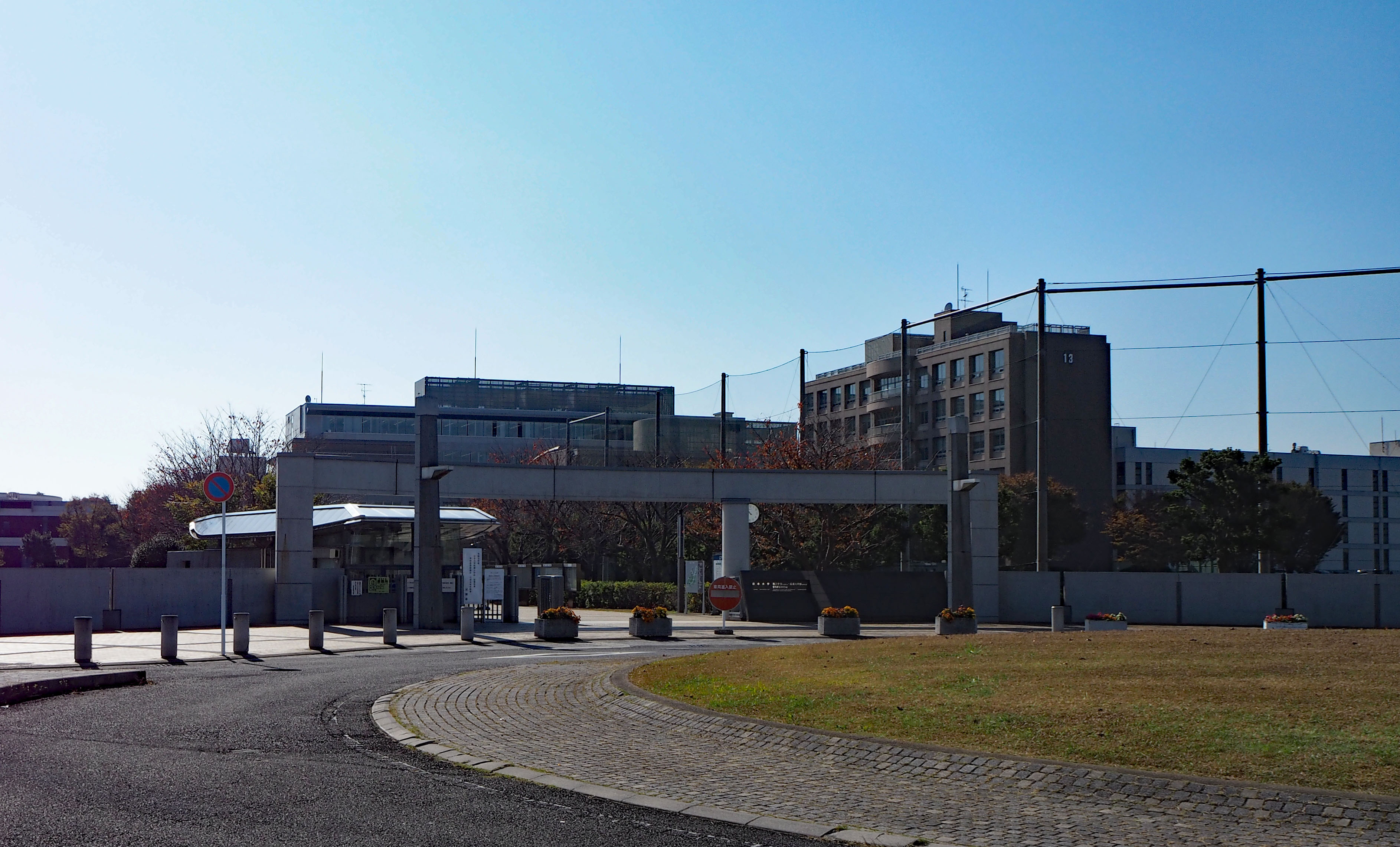
船橋キャンパス

駿河台キャンパスと船橋キャンパスは大手町駅乗り換えで60分弱で結ばれている。
駿河台キャンパス
- 所在地：東京都千代田区神田駿河台1-8-14
- 敷地面積：約 1万㎡
  - JR中央・総武線「御茶ノ水駅」　下車徒歩3分
  - 東京メトロ千代田線「新御茶ノ水駅」　下車徒歩3分
  - 東京メトロ丸ノ内線「御茶ノ水駅」　下車徒歩5分

船橋キャンパス
- 所在地：千葉県船橋市習志野台7-24-1
- 敷地面積：388,053㎡
  - 東葉高速鉄道「船橋日大前駅」　下車徒歩1分（東京メトロ東西線乗り入れ）

## 関係者

### 出身者
政治
- 森川薫 - 元摂津市長、一般社団法人地震予兆研究センター理事、地震予知研究者
- 石井由己雄
- 藤井富雄
- 梶山静六
- 近藤元次
- 河本三郎
- 近藤基彦
- 渡辺浩一郎
- 奥田建
- 鈴木義弘
- 加藤寛治 - 農林水産副大臣
- 福田富一 - 政治家 栃木県知事、元宇都宮市長
- 福島弘芳 - 青森県つがる市長
- 菅原広二 - 秋田県男鹿市長、元秋田県議会議員
- 髙橋敏彦 - 岩手県北上市長
- 佐藤昭 - 宮城県塩竈市長
- 渡辺芳邦 - 千葉県木更津市長
- 頼重秀一 - 静岡県沼津市長
- 浜田一義 - 広島県安芸高田市長
- 久島正 - 元北海道北見市長、元北見工業大学教授
- 小田木真代 - 元茨城県高萩市長、元茨城県議会議員
- 横内公明 - 元山梨県韮崎市長
- 谷一之 - 北海道下川町長、元下川町議会議長、元下川町議会議員
- 小池正昭

経済
- 川上浩 - 実業家、ヤマハ社長
- 勝井祐輔 - カツイ元社長
- 三澤千代治 - ミサワホーム創業者
- 福嶋康博 - スクウェア・エニックス名誉会長、エニックス創業者
- 工藤裕司（三遊亭あほまろ） - 実業家、ハドソン創立者
- 大谷喜一 - 薬剤師、アインホールディングス社長
- 松本南海雄 - 薬剤師、マツモトキヨシホールディングス会長
- 月崎義幸 - 実業家、ジャパンディスプレイ社長
- 堀高明 - 実業家、スターフライヤー創業者・元社長、元エクセル航空社長
- 辻邦彦 - 実業家、サンリオの代表取締役副社長
- 角田雄二 - 実業家、スターバックス コーヒー ジャパン創業者・初代CEO
- 瀬川昌輝 - 実業家、昌平不動産総合研究所社長、東京ビルヂング協会理事
- Dr.コパ - 建築家、実業家、神主、作家、愛知工業大学客員教授
- 中村恒也 - 実業家、セイコーエプソン社長
- 宮原巍 - ネパールの実業家、政治家
- 向浩一 - 実業家、コムチュア創業者・会長CEO、元全国ソフトウェア協同組合連合会会長、藍綬褒章
- 森栄樹 - 実業家、アノドス社長
- 松村厚久 - 実業家、DDホールディングス創業者、高知県観光特使
- 齊藤喜久蔵 - 大昭和製紙元社長
- 荻野勲 - オムロン ヘルスケア社長、元オムロンコーリン社長

行政
- 石塚貢 - 科学技術事務次官、海洋科学技術センター理事長
- 奥山宏二 - 東京都下水道局長、多摩都市モノレール社長
- 佐野克彦 - 東京都建設局長、東京都公園協会理事長、全日本建設技術協会副会長
- 御園良彦 - 東京都水道局長、東京都市開発社長

研究
- 青木通佳 - 安全工学、日本大学教授
- 釜井俊孝 - 地質学、京都大学教授
- 四戸哲 - 実業家
- 背戸一登 - 機械工学、日本大学教授、日本機械学会機械力学・計測制御部門長
- 高木勇夫 - 地理学、慶應義塾大学名誉教授、常磐大学学長
- 中野紘一 - 商品学、元日本大学商学部教授
- 永沼章 - 毒性学、東北大学名誉教授、元日本毒性学会理事長
- 東野定律 - 社会福祉学、静岡県立大学講師
- 内藤博敬 - 生物学、静岡県立大学助教
- 中村義作 - 数学、東海大学教授
- 渡部一二 - 環境デザイン、多摩美術大学教授
- 市川清志 - 都市計画学、日本大学名誉教授
- 内田祥文 - 建築防災学、元東京帝国大学・日本大学旧工学部助教授
- 大場正昭 - 東京工芸大学教授 風工学、建築環境学、
- 大木幹雄 - 日本工業大学工学部情報工学科・大学院工学研究科教授 ソフトウェア分析設計論
- 風見正三（大学院） - 都市計画家、都市研究、宮城大学教授、事業構想学部長
- 小嶋勝衛 - 都市計画家、日本大学名誉教授
- 小島重次 - 都市計画家、都市研究、元日本大学、筑波大学教授
- 櫻井政経 - 元道都大学学長 構造解析、
- 椎葉大和 - 福岡大学教授 コンクリート工学
- 杉山知之 - 教育者、デジタルハリウッド創始者
- 飛坂基夫 - 建築技術、コンクリート構造、日本大学理工学部講師
- 藤森修 - 建築家、東海大学准教授
- 藤谷陽悦（大学院） - 建築史家、日本大学生産工学部教授
- 本間俊雄（大学院） - 建築構造解析、鹿児島大学#大学院教授
- 植之原道行 - 電子工学、多摩大学名誉教授。元日本電気(NEC) 副社長、オハイオ州立大学 博士、IEEE終身フェロー
- 榎本忠儀 - 電子工学、中央大学名誉教授、元日本電気(NEC) 中央研究所 部長、オハイオ州立大学 博士、IEEE終身フェロー
- 細野敏夫 - 電子工学、日本大学名誉教授、元日本大学教授、工学博士、IEEEフェロー
- 宮城弘 - 電気工学者、日本大学名誉教授
- 三浦光 - 音響学者、工学者、日本大学教授
- 宮崎均（大学院） - 建築家、前橋工科大学大学院工学研究科教授
- 毛見虎雄 - 元足利工業大学教授 建築構造、
- 望月照彦 - 多摩大学経営情報学部教授 観光学、
- 矢野裕児（大学院） - 流通経済大学教授 都市物流・流通システム、
- 平山善吉 - 建築工学、日本大学名誉教授

技術
- 大平貴之 - プラネタリウムクリエイター
- 加藤眞 - エンジン技術者、レーシングカーデザイナー
- 芝端康二 - 自動車技術者
- 角舘政英 - 照明デザイナー

建築
- 宇杉和夫 - 建築学者、元日本大学准教授
- 泉幸甫（大学院） - 建築家、日本大学生産工学部教授
- 伊藤寛 - 建築論、道都大学教授
- 今川憲英 - 建築家、構造家、東京電機大学教授
- 今村雅樹 - 建築家、日本大学理工学部教授
- 泉田英雄 - 建築史家、豊橋技術科学大学建設工学系准教授
- 近江榮 - 建築史家、日本大学名誉教授
- 小林美夫 - 建築家、日本大学名誉教授
- 川口とし子 - 女性建築家
- 繁野繁造 - 建築家
- 新宮清志 - 構造家、日本大学名誉教授、元日本建築学会副会長
- 山本理顕 - 建築家、横浜国立大学大学院教授、プリツカー賞、日本芸術院賞
- 山口廣 - 建築史、日本大学名誉教授
- 斎藤公男 - 構造家、日本大学名誉教授、元日本建築学会会長
- 金田勝徳 - 構造家、構造学者
- 中田捷夫 - 構造家、岡本太郎記念館理事 -
- 渡辺明 - 建築家
- 梅沢良三 - 構造家
- 横室隆（大学院） - 建築学者、コンクリート工学、足利工業大学教授
- 佐藤光彦 - 建築家 日本大学理工学部教授
- 三橋博巳 -  建築学者、日本大学理工学部教授、日本建築衛生管理教育センター会長、日本不動産学会会長、資産評価政策学会会長
- 吉田健治（大学院） - 海洋建築学、元法政大学教授、電気通信大学教授
- 山田達也 - 構造家

文化
- 金子隆博（中退） - サクソフォーン奏者
- 古賀祐三 - 映像作家, クリエイター
- 小泉貴之 - アートディレクター、グラフィックデザイナー
- 武内伸 - ラーメン評論家
- 富田隆 - 元オウム真理教信徒
- 御影瑛路 - 小説家、ライトノベル作家
- 広瀬正 - 作家
- 三野正洋 - ノンフィクション作家、戦史研究家
- オークラ（中退） - 放送作家
- 峰隆一郎（中退） - 小説家
- 倉部史記 - 著作家・進路指導アドバイザー
- 小池潜 - 山岳写真家
- 高橋信次(中退） - 宗教法人GLA創立者
- 両角岳彦 - 自動車評論家
- 舘内端 - 評論家、レーシングエンジニア

芸能
- 冨岡美希 - 女性モデル、フリーアナウンサー
- さんきゅう倉田 - お笑い芸人(ロカカカ)、ファイナンシャルプランナー
- 小代恵子 - 俳優
- 真弓田一夫(中退) - 俳優
- 池田聡 - シンガーソングライター、俳優
- とおる - お笑い芸人(や団)
- ティーチャ - お笑い芸人（めいどのみやげ）
- alty(Bio 100%）
- 阿部未来 - お笑いコンビ（じぐざぐ）

スポーツ
- 梅津宏治 - プロボクサー
- 中村忠 (空手家) - 空手家
- 増田成幸 - 自転車選手
- 尾上昇 - 登山家、実業家、OMC株式会社代表取締役、日本食品機械工業会会長

その他

## 研究機関
- 交通総合試験路
- 材料創造研究センター（駿河台校舎）
- 空気力学研究センター
- 物理実験A棟・物理実験B棟
- 工作技術センター
- 測量実習センター
- 環境・防災都市共同研究センター
- 情報教育研究センター

日本で初めて3Dエクスペリエンス企業（Dassault Systèmes：ダッソー・システムズ株式会社）からダッソー・システムズテストセンターに認定された。
3D設計ソフトウェア、3Dデジタル・モックアップ、PLMソリューションにおける世界的リーダーであるダッソー・システムズは、2015年9月29日に国内で新たに学生向け認定プログラムを開始した。この日本初のテストセンターに情報教育研究センターが選定された。
- 科学技術資料センター（CST MUSEUM）
- 先端材料科学センター

物質の表面や内部を数十万倍に拡大し、原子の大きさで物質の構造と組成を知る電子顕微鏡や原子を順序よく積み重ねて新物質をつくる薄膜製造装置を備え、ナノテクノロジーを駆使した最先端の研究がおこなわれている。また、増え続ける動画と大量のデータは今後、コンピュータのハードディスクや記録メディアに、ますます大容量化が求められている。そのため、0か1かで記録されるディジタル情報、その記録密度を高めるためには、十億分の一メートルというナノスケールの研究が必要である。そのような原子レベルの世界を観察できるのは、国内でも有数の分解度をもつ電界放射型透過原子顕微鏡（日立ハイテクノロジーズ製FE-TEM）である。透過電子顕微鏡で見ると磁性材料の原子の並び方を正確に観察することができる。さらに、特殊なセンサーにより磁性材料の成分まで確認することができる。このナノレベル磁性微粒子の一粒一粒を記録の単位とすることで超大容量のハードディスクの実現が可能となる。現在、電界放出形走査電子顕微鏡（日立ハイテクノロジーズ製FE-SEM）で微粒子の大きさをサブナノメートルまで小さくすることに成功し、世界的注目を集めている。さらに、先端材料科学センターには最先端の物理分析機器等が一箇所にそろっており、理想的な研究環境が備わっている。薄膜作成スパッタリング装置では、超大容量ハードディスク用薄膜記録材料が作成される。ナノレベルで研究材料を加工できる収束イオンビーム（FIB）加工装置は、企業との共同研究で静電気力顕微鏡が開発された。フェムト秒パルスレーザは国際共同研究で活用され、新たな物理分野を切り開く世界的な成果を収めており、最先端の一貫した研究を効率的におこなう材料科学研究施設となっている。
- マイクロ機能デバイス研究センター[10]

空気中のホコリを極限まで抑制できるクリーンルームを備え、超微細なロボットや機械、電子回路の試作研究をおこなっている。国内では数少ない施設である。
- テクノプレース15

交流の場を核とした創造性を育む施設、地域社会に開かれた施設、周辺環境との調和と地球環境への配慮をコンセプトに、バリヤフリーと環境、省エネルギーの貢献も考慮して設計された総合実験施設である。
環境水理実験室
土木工学の分野に必要な水の流れを科学的に解明するために設けられた実験施設で、実験室の規模は中学校の体育館くらいに相当する。流れの基礎から応用にいたるまでの多様なニーズに対応できるように水路や測定装置が完備され、いつでも実験が実施できるようになっている。ここで得られた研究成果は国内外の論文誌に掲載され、そのなかでも、世界の研究者が競い合って投稿するアメリカ土木学会論文集において多数掲載されている。水生生物の生態系保全が可能な河川環境の改善を科学的に解明し、その結果を実際の河川に適用して成果を収めている。
- 大型構造物試験センター

日本では最大級の圧縮力三十メガニュートンの大型構造物試験機や構造物の耐震性能を高い精度で確認することができるテストフロアーと水平火力装置、振動試験装置を備えた縮小模型試験体から実在試験体まで多様な実験が可能な実験施設である。

## 研究/課外活動
- 超小型人工衛星（SPROUT）打ち上げ記録

2014年5月24日、午後12時05分14秒にJAXAが開発した陸域観測技術衛星2号“だいち2号（ALOS-2）”を搭載したH2Aロケット24号機が打ちあがった。ロケットの中には本学製造のSPROUTを含め、4基の人工衛星が搭載されていた。打ち上げ後しばらく、宇宙へ分離された人工衛星の情報がJAXAに寄せられていた。しかし、独自分離機構造を採用していた為、SPROUTはすぐに確認できなかった。打ち上げから約37分、最初の無線信号が船橋キャンパスで確認され、打ち上げに成功した。打ち上げ後に、宇宙飛行士・若田光一から学生側にメッセージが届いている。
- 宇宙エレベーター技術競技会（宇宙エレベーター協会主催）

2013年8月に開催された第5回宇宙エレベーターチャレンジSPEC2013で、精密機械工学科の学生チームが製作したクライマー（ロボット昇降機）が世界初となるテザー（化学繊維製ロープ）到達高度1200m（垂直高度は1100m）を記録した。2009年の米国の社会人エンジニアチームが米航空宇宙局（NASA）の施設で達成した1000mの垂直高度公認世界記録を上回った。同大会は、理工学部の2研究室3チーム、静岡大学、社会人有志チームなど、13団体17チームが出場する中、6人からなる青木研究室が高度1200mの記録に到達した。競技は、先端をバルーンで高度1200m上空までつり上げたテザー上を、自走式クライマーを昇降させて到達高度を競った。同チームのクライマー（全長1.5m、重量11.6kg）は大会設定の高度1100mに達した後も上昇を続け、1200m地点に設置されたダンパー（緩衛装置）で停止し、到達を確認した。
- SEEDS (人工衛星)

航空宇宙工学科は衛星設計コンテスト、50kg級の相乗り衛星の設計を競うコンテストで、1997年から連続入賞、2005年には設計大賞を受賞し、SEEDS（Space Engineering Education Satellite）と名付けられた大きさ10cm立方、質量1kgの衛星(CubeSat)を、2008年、インドのサティシュ・ダワン・スペースセンターから宇宙へ打ち上げに成功した。
- 鳥人間コンテスト選手権大会

1963年にスタートした日本初の人力飛行機大会。過去に9回優勝、未公認世界記録樹立、日本記録樹立（49.2km）がある。
- 円陣会

1952年に創設された機械工学科のサークルで、全日本学生フォーミュラ大会に毎年出場している。第1回大会から現在まで常に上位の成績を誇っている。過去には、同学科と他大学4校で共同設計製作した車で、フォーミュラSAE®（全米自動車技術会）に参加し、日本チームとして104チーム中28位に入る好成績を収めている。
- グライダー部

日本大学グライダー部の創部はさだかではなく戦後前後と大学側で認識されている。その時期には動力機部門と滑空機部門があり、2部を総称して航空部と言われていた。1975年頃には動力機部門の機体が老朽化によって飛行できなくなり動力機部門は廃止となる。以降、滑空機部門だけが残った。
グライダー部に所属している部員数は2年生から4年生合わせて20名程度である。船橋校舎に拠点があり、妻沼滑空場で訓練が行われている。最新機からビンテージまで多種なグライダー機が揃っている。
2011年3月に行われた全日本学生グライダー競技選手権大会において個人優勝。過去にも2002年から2005年に個人優勝4連覇、2003年から2006年に団体優勝4連覇した実績を誇る。